# 1951 en aéronautique
Chronologie de l'aéronautique
- 1947
- 1948
- 1949
- 1950
- 1951
- 1952
- 1953
- 1954
- 1955

Cet article présente les faits marquants de l'année 1951 en aéronautique.

## Événements

### Janvier
- 3 janvier : 
  - Premier vol du Morane-Saulnier MS.703 Pétrel.
  - Premier vol du triplace Brochet MB-100.

- 4 janvier : l’Américaine Mrs Caro Bayley, sur Piper Super Cub PA-18, poids de 506,8 kg, établit un record d’altitude de 9 206 m (sous-classe C1b)

- 10 janvier : pour la première fois, un jet vole de ville à ville aux États-Unis. Piloté par Roger et C. Slipper, l'Avro Canada Jetliner vole de Toronto à Chicago, puis à New York. Ce dernier trajet est accompli en 1 h 42 min.

- 16 janvier : six bombardiers Convair B-36 effectuent une traversée de l’Atlantique en formation. Ce sont les premiers exemplaires venus en Europe.

- 17 janvier : un Convair RB-36D réalise un vol de 51 heures et 20 minutes sans escale et sans ravitaillement en vol

- 18 janvier : les Françaises Mme Choisnet-Gohard, pilote, et  J. Queyrel, passagère, sur planeur Castel-Mauboussin CM7 n° 02, établissent un record féminin de gain d’altitude de 6 072 m. Par la même occasion, elles battent le record absolu d’altitude féminin avec 7 042 m.

- 20 janvier : la Française Yvonne Gaudry, sur planeur Nord 2000-12, établit un record féminin de gain d’altitude de 7 746 m, un record féminin d’altitude absolue de 8 334 m (en même temps que le record masculin).

- 25 janvier : premier vol du McDonnell Douglas F4D.

- 29 janvier : 
  - Un Savoia-Marchetti d'Alitalia s'écrase à l'approche de l'aéroport de Rome-Ciampino, tuant 13 personnes.
  - la Task Force 77 commence une série d’attaques aériennes contre le trafic de chemin de fer et les ponts routiers le long de la côte est de la Corée du Nord.

- 31 janvier : l'Américain Charles Blair réalise un vol entre New York et Londres en 7 heures et 48 minutes à bord d'un P-51 en volant à haute altitude où il bénéficie d'un courant aérien rapide.

### Février
- 2 février : premier vol plané du Leduc 016 à statoréacteur.
- 5 février : six AJ-1 et trois P2V-3C de la flottille VC-5 de l’US Navy quittent Norfolk pour Port Lyautey, au Maroc, via les Bermudes et les Açores. Le vol qui s’achève le 8 février avec un avion AJ en moins après avoir été cloué au sol à Lajes, aux Açores, à la suite d’un manque de pièces, constitue la première traversée de l’Atlantique par un vol d’appareils embarqués.
- 8 février : les squadrons de chasse des Marines retournent en Corée après une période au Japon, et commencent les opérations de support aérien depuis les terrains de Pusan, en Corée du Sud.
- 13 février : premier vol du triplace d’entraînement Morane-Saulnier M.S.732.
- 14 février : premier vol du Republic F-84F.
- 15 février : premier vol du chasseur SE-2415 Grognard II.
- 21 février : lors d'une traversée entre Aldergrove (Irlande du Nord) et Gander (Terre-Neuve), un English Electric Canberra B.MkII devient le premier avion à réaction à traverser l'Atlantique sans escale. Le Sqn Ldr A E Callard réalise une traversée de 4 heures et 37 minutes à la moyenne de 723,34 km/h sur 3 330 km. À bord de l'appareil se trouvaient également Flt Lt A Haskett ainsi que Flt Lt A Robson DFC.
- 23 février : premier vol du chasseur Dassault Mystère II piloté par Kostia Rozanoff.

### Mars
- 5 mars : les Américains R.F. Symons et J. Kuettner, sur planeur Pratt-Read, établissent un record d’altitude absolue de 11 675,4 m.
- 6 mars
  - Un missile RIM-8 Talos, propulsé par un statoréacteur, est lancé par la Naval Ordnance Test Station, et opère deux minutes pour ce qui est le plus long vol par un statoréacteur à ce jour.
  - Le biplace biréacteur Fouga CM 88 R Gémeaux I effectue son premier vol, piloté par le Français L. Bourrieau.

- 13 - 26 mars : un Consolidated PBY Catalina placé sous les ordres du commandant P.G. Taylor réalise une liaison entre Sydney en Australie et Valparaíso au Chili. Le vol de 13 600 km s'est déroulé en plusieurs étapes dont une dans l'île de Pâques. Il s'agit de la première liaison aérienne entre l'Australie et la côte ouest de l'Amérique du Sud.

- 15 mars
  - Un bombardier à réaction Boeing B-47 Stratojet est ravitaillé pour la première fois en vol, par un Boeing KC-97A (à moteurs alternatifs).
  - Le bombardier lourd bimoteur SO.4000 effectue son premier et unique vol à Orléans-Bricy, piloté par le Français Daniel Rastel.
  - Le biplace d’observation NC.856 modifié effectue son premier vol.
  - Le biréacteur expérimental SO.30 Nene effectue son premier vol à Villacoublay. Il fut utilisé comme banc d’essai volant pour les moteurs à réaction Atar et Nene.

- 29 mars : le CVG-101, composé de squadrons de la réserve rappelés en service actif depuis Dallas, au Texas, Glenview, dans l’Illinois, Memphis, dans le Tennessee et Olathe, dans le Kansas, réalise ses premières missions de combat depuis le porte-avions Boxer. Il s’agit des premières attaques aéronavales menée par des unités de la réserve américaine contre les forces nord-coréennes.

### Avril
- 1er avril : 
  - le Français R. Carrette, sur Norécrin, avec deux passagers, franchit deux fois les Andes dans le courant de la même journée;
  - première liaison aérienne canadienne entre Montréal et Paris.

- 2 avril
  - Deux F9F-2B Panther de la flottille VF-191 de l’US Navy, chacun chargé avec 4 bombes de 250 livres (113 kg) et 2 de 100 livres (45 kg), sont catapultés du porte-avions Princeton pour une attaque contre un pont de chemin de fer près de Songjin, en Corée du Nord. Il s’agit de la première utilisation par l'US Navy d’un chasseur à réaction comme appareil de bombardement.
  - Premier vol du SE Mistral.

- 3 avril : le prototype du Hawker P.1081, piloté par le britannique T.S. Wade, explose en vol.

- 8 - 15 avril : la Task Force 77 américaine quitte temporairement la zone du conflit coréen en vue d'effectuer une démonstration de force dans le détroit de Formose après la découverte de rapports annonçant la possibilité d’une attaque amphibie contre Formose depuis la côte chinoise.

- 9 avril
  - M. Vincent Auriol, Président de la République Française, revient d’un voyage au Canada à bord du Lockheed Constellation F-BAZJ d’Air France. En cours de route, à 6 000 m d’altitude au-dessus de l’océan, le commandant de bord G. Libert accomplit sa 10 000e heure de vol (186e traversée) et reçoit, des mains du Président, la rosette de la Légion d'honneur.
  - L’Américaine Jacqueline Cochran, sur North American P-51 Mustang, établit un record de vitesse féminin (altitude illimitée) sur base de 15/25 km à 747,339 km/h.

- 12 avril : premier vol du Boisavia B.603.

- 18 avril :
  - Premier vol de l’hélicoptère SO.1120 Ariel II, le premier hélicoptère au monde propulsé par une turbine.
  - La première fusée de recherche Aerobee (avec un singe) est lancée avec succès.

- 26 avril : premier vol de l'avion expérimental Lockheed X-7.

- 28 avril : premier vol du Fouga CM.8 R9.8 Cyclope II.

- 29 avril : l’Américaine Ana Luisa Branger, sur Piper PA-18 Super Cub, sous-classe C.1a (poids 493,51 kg), établit un record d’altitude de 8 276 m.

### Mai
- 1er mai : huit Douglas Skyraider et 12 Chance-Vought Corsair attaquent à la torpille le barrage de Hwachon situé en Corée du Nord à partir du porte-avions USS Princeton. Il s'agit de la seule et unique attaque à la torpille de la guerre de Corée.

- 2 mai : premier vol propulsé de la « Tuyère » Leduc 016.

- 5 mai : les Français R. Fonteilles et R. Lamblin, sur planeur Kranich, établissent un record de vitesse sur parcours triangulaire de 100 km de 65,981 km/h.

- 8 mai : première ascension du dirigeable américain ZP-4, commandé par M.R. Clark.

- 12 mai : la Française Jacqueline Auriol, sur De Havilland Vampire, établit un record de vitesse sur 100 km de 818,181 km/h.

- 13 - 14 mai : l’Américain Max Conrad, sur Piper Racer, traverse le continent américain en 23 h 4 min 21 s (record non officiel pour appareil de 1 000 livres de poids).

- 18 mai
  - Premier vol du prototype de bombardier stratégique britannique Vickers Valiant.
  - Premier vol du SIPA S.12.

- 19 mai : premier vol du Fokker S.14, l’un des premiers avions à réaction d’entraînement au monde (propulsé par un réacteur Rolls-Royce Derwent).

- 20 mai : le capitaine James Jabara devient le premier as sur avion à réaction après avoir abattu ses 5e et 6e chasseurs MiG-15 à bord d'un F-86 Sabre.

- 24 mai
  - Le Norvégien J. Christie, sur Klemm, établit un record de vitesse en circuit fermé de 2 000 km (sous-classe 501 à 1 000 kg), poids 818,8 kg de 177,786 km/h.
  - Premier vol de la maquette planante expérimentale Arsenal 2301.

- 25 mai : le premier exemplaire du Canberra B.2 entre en service dans la Royal Air Force avec le 101 Sqn à RAF Binbrook.

- 29 mai : l'Américain Charles Blair relie Bardufoss en Norvège à Fairbanks en Alaska en 10 heures et 29 minutes (3 275 miles, soit 5 270 km) après avoir survolé le Pôle Nord à bord de son North American P-51 Mustang. Il devient le premier à réaliser cette performance seul à bord d'un monomoteur.

- 30 mai : la présidente de la compagnie Beech Aircraft, Olive Ann Beech, qui a succédé à son mari Walter H. Beech, mort en 1950, est élue femme de l'année dans le domaine de l'aéronautique par la Women's National Aeronautical Association.

### Juin
- 1er juin : BEA commence ses services de transport en hélicoptère entre Londres et Birmingham.

- 2 juin : premier vol de l'Auster J/5F Aiglet Trainer

- 8 juin : premier vol du North American F-86D, piloté par l’Américain G.S. Welch.

- 11 juin : un Douglas D558-II Skyrocket, piloté par l’Américain W. Bridgeman, atteint la vitesse de 1 992 km/h et une altitude de 21 336 m, records non officiels.

- 12 juin : premier vol du Max Holste 152, piloté par le Français Henry.

- 16 juin : premier vol du Fouga CM 88 R Gémeaux II.

- 18 juin : le dirigeable américain ZPN-1 (appelé plus tard ZPG-1) effectue son vol inaugural.

- 20 juin
  - Premier lancement de l’avion non piloté Martin B-61 Matador.
  - Premier vol de l'appareil expérimental à géométrie variable Bell X-5.

- 21 juin : premier vol du Handley Page HP.88.

- 23 juin : la Soviétique M. Pylaeva, sur planeur A.9, établit un record féminin de distance avec but fixé et retour au point de départ de 226,290 km.

- 24 juin : le Soviétique A. Mednikov, sur planeur A.9, établit un record de vitesse sur parcours triangulaire de 100 km de 77,144 km/h.

- 25 juin ; premier vol de l'hélicoptère Breguet G.111.

- 30 juin : les États-Unis achèvent leur programme d’expérimentation des V2. 67 fusées de ce type ont été lancées depuis le 16 avril 1946.

### Juillet
- 1er juillet : la Soviétique A. Samossadova, sur planeur A.9, établit un record féminin de distance avec but fixé et retour au point de départ de 248,45 km.

- 3 juillet : W. Bridgeman, sur Douglas D558-II Skyrocket, vole à 2 080 km/h et à 18 133 m d’altitude (record de vitesse non officiel).

- 6 juillet
  - L’Américain D. Johnson, en planeur non déterminé, couvre 882 km sans escale (record).
  - Première utilisation du ravitaillement en vol en condition de combat, avec un KB-29 Superfortress ravitaillant 4 RF-80 Shooting Star au-dessus de la Corée du Nord.

- 10 juillet : les représentants militaires des Nations unies, avec à leur tête le Vice Admiral C. Turner Joy, arrivent à Kaesong, en Corée pour mener des discussions d’armistice avec des leaders communistes. Débutent ainsi de nombreux mois de négociations qui sont suspendues et rouvertes au gré des hostilités.

- 12 juillet : le Soviétique Y.D. Forestenko, sur Yak-11 (sous-classe C1d), poids 2 230 kg, établit un record de vitesse sur 500 km en circuit fermé de 471,348 km/h.

- 15 juillet : deux fermiers français, F. et J. Ortolan, ont commencé en 1940 la construction d’un avion. Leur appareil est terminé en 1951 et essayé avec succès à Auch par le pilote Lafargue.

- 16 juillet : premier vol de l'avion léger Iberavia I-11, piloté par J. Guibert.

- 17 juillet : le de Havilland Comet effectue le trajet Londres-Johannesburg en 17 h 31 min (dont 2 h 49 min. passées aux deux escales).

- 19 juillet
  - Les Polonais A. Pawlikiewicz et Z. Pakielewicz, sur planeur Zurav-Kranich SP-524, établissent un record de distance en ligne droite à but fixé sans escale de 511,51 km.
  - Le Bournemouth, premier dirigeable construit en Angleterre après la catastrophe du R101, effectue sa première sortie.

- 20 juillet
  - Premier vol du premier des trois prototypes du chasseur britannique Hawker Hunter WB188 piloté par l'Anglais Neville Duke.
  - La Soviétique O. Klepikova, sur planeur Rot Front 7, établit un record féminin de distance en ligne droite de 364,035 km.
  - La Soviétique A. Samossadova, sur planeur A.9, établit un record féminin de distance avec but fixé de 364,035 km.
  - Premier vol du Convair XF-92A.

- 23 juillet : parti d’Irlande, l’appareil Lancaster Aries de la RAF survole le Pôle Nord et atterrit à Fairbanks, en Alaska. Le 3 août, il décolle de Fairbanks, survole une nouvelle fois le Pôle et va se poser directement à Manby, en Angleterre. Premier vol : 5 692 km en 18 h 54 min ; second vol en 19 h 34 min.

- 25 juillet : le Français A. Rebillon, sur Minicab GY-20, sous-classe C1a, poids 499,5 kg, établit un record de distance en ligne droite de 1 826,961 km[1].

- 30 juillet : premier vol du CFA Super Phrygane.

- 31 juillet : Jean Boulet décolle le premier des deux prototypes du SE.3120 doté d'un moteur à piston Salmson 9NH de 203 ch. Il s'agit de l'ancêtre qui donnera directement naissance à l'Alouette II lorsque celle-ci recevra une turbine Turboméca Artouste I de 360 ch.

### Août
- 1er août
  - Création de la compagnie aérienne japonaise Japan Airlines.
  - Les Anglais Cumming et Harvey, sur Canberra, tentent une liaison rapide Angleterre-Australie : ils atteignent Canberra après 25 h 27 min de vol (19 000 km).

- 4 août : premier vol à Toulouse par Yves Brunaud du Breguet Br.960 Vultur étudié et réalisé pour la Marine par l’équipe d’Edmond Allain.

- 5 août : les Américains Rich H. Johnson, sur planeur Ross-Johnson immatriculé N3722C, établissent un record de distance en ligne droite de 861,272 km/h.

- 6 août : le Daily Express Trophy est remporté par H.M. Kendall dans la catégorie hommes et par Mrs Y.M. Grace chez les femmes, sur Taylorcraft Plus D.

- 7 août :
  - William Bridgeman établit un nouveau record de vitesse sur un  D558-II Skyrocket à Mach 1,88 (1 992 km/h).
  - Premier vol du chasseur embarqué McDonnell XF3H-1 Demon de l'US Navy à Saint-Louis, dans le Missouri.
  - Une fusée sonde de haute altitude de type Viking, développée par le Naval Research Laboratory et lancée depuis le White Sands Proving Grounds, N.M., atteint une altitude de 135,3 miles (217,7 km) et une vitesse maximale de 6 600 km/h.
  - L’appareil de recherche supersonique de la Navy, le Douglas D558-II Skyrocket, piloté par le pilote d’essai de Douglas William B. Bridgeman, établit un record du monde de vitesse non officiel de 1 992 km/h au-dessus de Muroc, Californie.

- 13 août : premier vol du Morane-Saulnier MS.477.

- 15 août :
  - William Bridgeman établit un nouveau record d'altitude sur l’appareil de recherche supersonique Douglas D558-II Skyrocket de l'US Navy à 22 706 m.
  - British European Airways commence ses services de transport de marchandises avec des DC-3 dotés de turbopropulseurs Rolls Royce Dart.

- 17 août : l’Américain Fred J. Ascani, sur North American F-86E Sabre, établit un record de vitesse en circuit fermé de 100 km à 1 023,038 km/h.

- 18 août : lors des National Air Races, F.J. Ascani remporte le trophée Thompson à 1 011,791 km/h tandis que K. Compton s'adjuge le trophée Bendix à 891,192 km/h.

- 22 août : le Canberra des Anglais Cumming et Harvey, parcourt le trajet de Melbourne à Sydney en 45 min.

- 23 août : 
  - Le porte-avions Essex, vétéran de la Seconde Guerre mondiale et le premier des porte-avions convertis après-guerre à entrer en action, rejoint la Task Force 77 au large des côtes est de la Corée et lance pour la première fois ses appareils au combat. Lors de ce raid, des F2H-2 Banshee menés par des pilotes de la flottille VF-172 de l’U.S. Navy participent pour la première fois à un conflit armé.
  - Premier vol du Fouga CM.101 R, piloté par le Français L. Bourrieau.

- 24 août : premier vol du Fouga CM.88 R « Gémeaux », modifié, piloté par le Français L. Bourrieau.

- 25 août : 
  - Premier vol du Morane-Saulnier MS.733.
  - Des F2H Banshee et des F9F Panther de l’Essex, opérant avec la Task Force 77 en mer du Japon, fournissent une escorte de chasse aux B-29 de l’US Air Force lors de missions de bombardement à haute altitude contre les gares de triage à Rashin vers l’extrême nord-est, près de la frontière de la Corée.

- 26 août : 
  - Le Soviétique N. Golovanov, sur Yak-11 (sous-classe C1d), poids 2 382,273 kg, établit un record de vitesse sur 1 000 km de 442,289 km/h.
  - Le Handley Page HP.88 (prototype) se désintègre en vol. Son pilote, D. Bromfield, est tué.

- 31 août : 
  - Un English Electric Canberra (bombardier à réaction britannique) établit un nouveau record en traversant l’Atlantique en 4 h et 19 min aux mains du Wing Commander R. P. Beaumont.
  - L’Anglais R. Belligham Prichett, sur Gloster Meteor Mk.8 WA820, établit les records de montée dont celui de montée à 12 000 m en 3 min 9,5 s.

### Septembre
- 2 septembre : la HMR-161 de l'US Marine Corps, équipée de HRS-1, arrive à Pusan, en Corée du Sud à bord du Sitkoh Bay avant de se déployer à terre en vue d’assurer des missions de transport, d’assaut et de ravitaillement au profit de la 1st Marine Division. Le 13 septembre, le squadron commence ses opérations de support pour la First Marine Division dans le cadre de l’opération Windmill I. Lors des premiers essais des capacités de transport de l’hélicoptère au combat, le squadron transporte des fournitures pour le First Marine Battalion lors d’un vol de 7 miles (11 km) entre sa base et le front.

- 3 septembre : l’Américain H. Mistele, sur Aeronca N1454H au poids de 793 kg (hydravion de classe C2b, de 600 à 1 200 kg), établit un record d’altitude de 6 148 m.

- 6 septembre : premier vol de l'Auster B.4.

- 7 septembre : lors de son premier lancement d’un bâtiment en mer, le missile surface-air Terrier est tiré du Norton Sound et simule une interception d’un drone cible F6F.

- 16 septembre : le Soviétique V. Makarovitch Pantchenko, sur Yak-11, établit un record de vitesse, sous-classe C1c, de 209,664 km/h (poids : 1152 kg).

- 20 septembre :
  - Premier survol du pôle Nord par un bombardier Boeing B-47, le premier jet qui survole le Pôle Nord.
  - Pour la première fois, des animaux (un singe et 11 souris) reviennent vivants d’un voyage dans l’espace (fusée Aerobee) à environ 71 km d’altitude.

- 21 septembre : alors que l’activité sur le front coréen tend à diminuer graduellement et que les lignes de front demeurent stables, la Fast Carrier Task Force est relevée de sa fonction de support aérien rapproché et reçoit l’ordre de concentrer ses attaques contre des voies de chemin de fer dans le cadre de son programme d’interdiction.

- 23 septembre : 
  - Le Norvégien J.H. Christie, sur Klemm (sous-classe C1b), établit un record sur le parcours Londres-Stockholm de 175,723 km/h (8 h 9 min 48,5 s).
  - La course de Mille Miles en Italie (réservée aux appareils italiens) est remportée par V. Rosaspina, sur Ambrosini Grifo.

- 26 septembre : premier vol du chasseur embarqué britannique de Havilland DH.110 Sea Vixen, piloté par le britannique J. Cunningham.

### Octobre
- 2 octobre : opération aéroportée dans la cuvette de Nghia Lo, dans le cadre de la guerre d’Indochine ; bombardements de la position ennemie, puis parachutage de trois bataillons français.

- 4 octobre : premier vol du Brochet MB-80.

- 5 octobre : les Suisses G. Zehr et J.P. Darmsteter, tous deux journalistes, en Piper Cub de 65 ch dont le plafond est de 3 500 m, atteignent l’altitude de 5 000 m et atterrissent au sommet du Mont Blanc. À l’atterrissage, l’hélice est brisée. H. Geiger vient parachuter une hélice, mais le moteur gelé refuse de partir. Les aviateurs descendent à pied.

- 6 octobre : la Française Monique Laroche, saut individuel féminin avec ouverture retardée (altitude du saut : 4 235 m ; distance parcourue en chute libre : 3 622 m).

- 7 octobre : 
  - À bord d’un Beechcraft Bonanza, l’Américain P.F. Mach, membre du Congrès, entame un tour du monde qui se terminera le 27 janvier 1952. Quelque 30 pays auront été visités. Ce tour du monde comporte une traversée de l’Atlantique, via les Açores.
  - La princesse héritière Élisabeth et son mari le prince Philip s’envolent, pour le Canada, en Stratocruiser de la BOAC. Aux commandes, le capitaine Oscar Philip Jones qui fête, avec ce vol, son 30e anniversaire de pilote. Durant ce laps de temps, 20 000 heures de vol, 3 millions de miles, 126 000 passagers. Il obtient le Britannia Trophy.

- 9 octobre : premier vol du SIPA S.93.

- 10 octobre : le Comet de BOAC (expérimental pour la compagnie) va de Londres à Singapour en 19 h de vol.

- 11 octobre : 
  - Le Soviétique N. Kournetzov, sur Yak-18 (sous-classe C1c), poids 1 130 kg, établit un record de vitesse sur 500 km en circuit fermé de 251,823 km/h.
  - Les Américains déclenchent l'opération « Bumblebee » en Corée. Il s'agit de transporter un bataillon de Marines grâce à 12 Sikorsky S-55. Un millier de soldats sont transportés à 25 km de leur base en 6 heures 15 min et 156 rotations dans la région de Wonson.

- 15 octobre : 
  - Le Suisse G. Zehr accompagné de H. Geiger redescend l’avion Piper Cub en vol après son échouage du 5 octobre précédent. L’appareil est catapulté de 4 300 m d’altitude au sandow.
  - Sur le champ de bataille de la Corée, 33 Sabre combattent plus de 100 MiG. Trois de ces derniers sont abattus.
  - Premier vol du SO.6026 Espadon.

- 17 octobre : le ballon hollandais Henri Dunant, avec J. Boesman, Mme Nini Boesman et Ch. De Vos, s’élève de Zuidlaren, fait escale à Witteveen (ballon amarré à une charrue pour permettre aux aéronautes de dîner), traverse la Belgique et va se poser à Valenciennes à 9 h (le 18), après un vol de nuit. Durée du voyage : 17 heures.

### Novembre
- 1er novembre : les derniers renseignements relatifs à la guerre de Corée signalent que de véritables batailles aériennes sont livrées. Les MiG, très entreprenants et au nombre de 150 et plus à la fois, attaquent les B-29 et les Sabre ; ils font des dégâts.
- 3 novembre : guerre d’Indochine : les appareils français effectuent 750 sorties.
- 6 novembre : 
  - Un P2V-3W (BuNo 124284) de la flottille VP-6 de l'US Navy, en mission de reconnaissance météo sous commandement des Nations unies, est abattu au-dessus de la mer du Japon au large de Vladivostok, en Sibérie. Les 10 membres d'équipage sont portés disparus.
  - Premier vol du Fouga CM 88R Gémeaux IV.
- 8 novembre : l’Américain P. Mach, sur Bonanza B 80040 Friendship, se pose à Londres après avoir traversé l’Atlantique via Terre-Neuve et les Açores (étape d’un tour du monde).
- 9 novembre : 
  - Le Bell X-1 n° 3 et le Boeing B-29 porteur sont détruits par une explosion suivie d’un incendie.
  - L’Américain W.T. Amen, sur F9F Panther, abat un MiG. Il est le premier pilote de l’US Navy à abattre un jet.
  - Attaques aériennes des ponts de la rivière Yalou en Corée.
- 22 novembre : les Françaises Mme Choisnet-Gohard et Mlle Y. Mazellier, sur planeur Castel-Mauboussin CM7, établissent un record féminin de durée de 28 h 41 min.
- 25 novembre : premier vol, par le Français Gaulard, du Jodel Continental.
- 26 novembre : premier vol du premier des trois prototypes du biréacteur de chasse à ailes delta Gloster Javelin, piloté par le britannique B. Waterton.
- 27 novembre : le Leduc 010 n° 2, piloté par le Français Sarrail, est accidenté. Le pilote est fortement contusionné.
- 30 novembre : 
  - Première apparition des bombardiers Tu-2 Soviétiques dans la guerre de Corée.
  - Les engagements aériens sont nombreux en Corée : G.A. Davis abat trois bombardiers et un MiG au cours de la même opération.

### Décembre
- 1er décembre : sur Norécrin, la Française Mlle Nicolas établit un record de vitesse sur 500 km de 255,480 km/h.
- 5 décembre : 
  - La Française Mlle Nicolas, sur Norécrin (sous-classe C1b), au poids de 944,5 kg, établit divers records de vitesse.
  - Les 11 compagnies aériennes dont les avions survolent l’Atlantique décident la création de la classe « Tourist ».
- 10 décembre : 
  - Premier vol de l'avion d'entraînement italien Fiat G.80, premier avion à réaction dû à un constructeur italien. Il est piloté par V. Catella.
- 11 décembre : premier vol de l’hélicoptère Cantinieau C.100, piloté par le Français G. Henry.
- 12 décembre :
  - L’hélicoptère Kaman K-225, équipé d’une turbine Boeing YB-502, réalise son premier vol à Windsor Locks, dans le Connecticut. Ce développement de la Navy constitua la première démonstration de l’adaptabilité d’un moteur à turbine dans un hélicoptère.
  - Premier vol du DHC-3 Otter.
- 21 décembre : l’Italien L. Bonzi, sur SAI-7 Ambrosini (sous-classe C1c), au poids de 1 450 kg, établit des records de vitesse en circuit fermé.
- 22 décembre : un fait entre mille dans la guerre d’Indochine : des vedettes de la marine française tombent dans une embuscade sur la rivière Noire, au Tonkin. Des Hellcat viennent attaquer les combattants du Vietmin, tandis que le capitaine Santini, sous le feu ennemi, vient enlever (en hélicoptère) deux marins grièvement blessés.
- 27 décembre : premier vol du North American FJ Fury, à ailes en flèche.
- 31 décembre : 
  - Le Collier Trophy est attribué à J. Stack et ses compagnons du Langley Aeronautical Laoratory.
  - Le de Havilland Trophy n’est pas décerné pour 1951.